# Mahō shōjo Lyrical Nanoha StrikerS
Mahō shōjo Lyrical Nanoha StrikerS (魔法少女リリカルなのは StrikerS?, Mahō shōjo ririkaru Nanoha Sutoraikāzu) è la terza serie di Mahō shōjo Lyrical Nanoha, un anime spinoff della serie di videogiochi e OAV Triangle Heart (nello specifico di Triangle Heart 3: Sweet Songs Forever), uscito nel 2007.
StrikerS è ambientato dopo gli eventi finali di Mahō shōjo Lyrical Nanoha A's (andato in onda in Giappone da ottobre a dicembre 2005). Fra l'inizio della serie A's  e la sua fine passano sei anni, e StrikerS viene ambientato quattro anni più tardi dalla fine di A's. Qui i personaggi principali si ritrovano a lavorare per la Time-Space Administration Bureau (TSAB). Rispetto alle serie precedenti, StrikerS si focalizza di più sulle battaglie di gruppo e sulla burocrazia, più che sulle rivalità individuali e la vita scolastica, caratterizzanti la prima e la seconda serie, per l'evidente cambio di contesto dei personaggi e delle loro età.

## Trama
Sono trascorsi dieci anni dalla chiusura dell'incidente sul Book of Darkness, e Nanoha, Fate ed Hayate, ora membri attivi del Time Space Administration Bureau, risiedono stabilmente su Mid-Childa, pianeta capitale dell'omonima confederazione.
Nanoha in particolare è diventata negli anni un famoso istruttore militare, incaricata di addestrare e formare i migliori maghi dell'Agenzia, e durante un test d'ammissione la sua attenzione viene catturata da due giovani e promettenti cadette, Subaru Nakajima e Teana Lanster, che Nanoha prende ben presto sotto la sua protezione assieme ai due protetti di Fate, Erio Mondial e Caro Ru Lushe.
Di lì a breve, a seguito della comparsa su Mid-Childa di un nuovo e pericoloso tipo di Lost Logia, i Relics, Hayate propone a Nanoha, Fate e ai quattro ragazzi di unirsi ad una speciale unità scelta di sua creazione, la Sesta Divisione Mobile, incaricata, oltre che di rintracciare e recuperare i Relics, anche di investigare sull'operato di Jail Scaglietti, un folle scienziato che attraverso esperimenti altamente antietici insegue lo scopo di creare i più potenti stregoni mai esistiti.

## Personaggi

### Personaggi di A's
Capitano Nanoha Takamachi (高町 なのは?, Takamachi Nanoha)
Un'esperta istruttrice, insieme al suo device Raising Heart e assieme ai suoi amici ha dato grandi contributi al lavoro della TSAB.
Nanoha è a capo della "Forward Stars Squad" del Lost Property Riot Force 6 (機動六課?, Kidō Roku Ka), che nonostante il suo carattere gentile, è una maga di grado S+ (limitata al grado AA per le operazioni di routine a causa di limiti burocratici), il terzo grado più elevato, che non esita a usare la forza se è strettamente necessario.
Investigatrice Fate Testarossa Harlaown (フェイト・Ｔ・ハラオウン?, Feito T Haraōn)
Fate T. Harlaown è a capo della "Forward Lightning Squad" del Lost Property Riot Force 6 ed è la migliore amica di Nanoha da molto tempo. Anch'essa è una maga di grado S+ (limitata a 2 gradi inferiori per le operazioni di routine a causa di limiti burocratici). Il cognome di Fate deriva dalla Ferrari Testarossa.
Tenente colonnello Hayate Yagami (八神はやて?, Yagami Hayate)
Hayate è una giovane donna carismatica e decisa che possiede uno dei più temibili Lost Logia. Il suo grado è SS (limitato al livello A per le operazioni di routine a causa di limiti burocratici), il secondo grado più alto al quale un mago può aspirare (il livello SSS è il livello massimo), ha un potere magico immenso che preoccupa perfino la stessa TSAB, nonostante il fatto che Hayate è ormai in servizio da oltre dieci anni. Il tenente colonnello Yagami è l'ufficiale al comando della Riot Force 6, che ha creato, e dove viene aiutata da Reinforce II, il suo device.
Reinforce II (リインフォースII?, Rīnfōsu Tsuvai, la pronuncia è Reinforce Zwei)
Una piccola ragazza super deformed di altezza approssimativa di 30cm che pur apparendo indifesa ha un grande potere, è un frammento di un Lost Logia andato distrutto. È l'unison device di Hayate.
Ammiraglio Chrono Harlaown (クロノ・ハラオウン?, Kurono Haraōn)
Precedentemente lavorava come ufficiale delegato presso l'incrociatore Arthra della TSAB, si è insediato al comando al posto di sua madre, Ammiraglio Lindy Harlaown, che chiese il trasferimento ad un più tranquillo lavoro di ufficio. È uno dei due ufficiali autorizzati a togliere i limitatori magici a Nanoha, Fate, e Hayate per ripristinare i loro livelli di combattimento effettivi, ciò nonostante è autorizzato a farlo solo in caso di emergenza. Chrono ha tolto i limitatori solo una volta.
Sottotenente Vita (ヴィータ?, Vīta)
Un membro del team di Hayate, una Wolkenritter, Vita è un'eterna bambina, sia nell'aspetto che nel carattere. Irascibile e vendicativa, lavora per Nanoha come suo sottocomandante della Stars Squad. Il suo nome è ispirato alla Opel Vita.
Tenente Signum (シグナム?, Shigunamu)
Leader dei Wolkenritter, l'indaffarata Signum agisce come sottocomandante di Fate per la Lightning Squad. Il suo nome è ispirato alla Opel Signum.
Shamal (シャマル?, Shamaru)
Una Wolkenritter di poche parole specializzata nella difesa e nella cura. È l'ufficiale medico. Il suo nome è ispirato alla Maserati Shamal.
Zafira (ザフィーラ?, Zafīra)
Il solitario membro maschile dei Wolkenritter, questo uomo-lupo, è membro delle forze di supporto e specializzato nel combattimento marziale. Il suo nome è ispirato alla Opel Zafira.
Yūno Scrya (ユーノ・スクライア?, Yūno Sukuraia)
Mago e archeologo dall'età di 9 anni. La sua attuale occupazione presso la TSAB è di capo bibliotecario nella Infinity Library. Il suo nome è ispirato alla serie automobilistica Eunos.

### Nuovi personaggi
Insieme ad un nuovo character designs, la serie è arricchita con nuovi personaggi, fra cui:

#### TSAB
Soldato Subaru Nakajima (スバル・ナカジマ?, Subaru Nakajima)
Una ragazza che usa il moderno stile magico Belka, e che è riuscita a conseguire l'esame per maga di grado B. Il suo device intelligente, Mach Caliber, è costituito da un paio di rollerblade. Ha anche un device ausiliario alla mano destra, Revolver Knuckle, un guanto corazzato armato con il sistema a cartucce (Cartridge System). Revolver Knuckle apparteneva alla madre di Subaru, che ne aveva un paio; l'altro guanto, per la mano sinistra, è posseduto dalla sorella di Subaru, Ginga Nakajima. Subaru fu salvata da Nanoha quattro anni fa durante un incidente concernente i Lost Logia all'aeroporto su Midchilda, e proprio questo incidente la porterà ad arruolarsi nelle forze armate. Subaru conosce Teana in accademia, e furono messe in coppia dal loro istruttore per il fatto che entrambe usavano dei device non standard. Sempre in accademia Subaru fu vittima di pesanti critiche, suo padre era un ufficiale dell'esercito così si vociferava che le venisse fatto un trattamento speciale. Subaru è estremamente veloce e forte, anche se ha dei problemi con Teana durante gli allenamenti poiché non sa regolare la sua forza. Il suo ruolo nella Stars Squad è di incursore sotto il comando di Nanoha, che prende come esempio da seguire. In seguito, verrà rivelato che entrambe le sorelle Nakajima sono state sottoposte fin da piccole ad esperimenti segreti da parte di gruppi deviati della TSAB, a seguito del quale i loro corpi sono stati parzialmente sostituiti con impianti cibernetici, facendo di loro i primi modelli di cyborg da battaglia di cui si abbia notizia.
Il nome è apparentemente ispirato alla divisione delle Fuji Heavy Industries, in Subaru e Nakajima Aircraft Company. Il suo nome giapponese è scritto in katakana e scritto all'occidentale, prima nome e poi cognome, questo perché è nata a Mid-Childa.
Soldato Teana Lanster (ティアナ・ランスター?, Tiana Ransutā)
La compagna di squadra di Subaru, ha un device a forma di pistola, Cross Mirage, che usa il sistema a cartucce (Cartridge System), ed è considerato non standard al pari del Revolver Knuckle di Subaru; ciò nonostante Teana non usa lo stile magico Belka come la compagna, bensì il Mid-Childa. La direzione dei proiettili magici sparati da Cross Mirage può essere controllato direttamente da Teana. Teana è orfana fin da quando era bambina, ed è stata cresciuta dal suo fratello maggiore, che però morì nell'adempimento del proprio dovere, e ciò ha fatto maturare nella ragazza un forte senso di dedizione e di giustizia, che la spinge a volersi dimostrare ugualmente determinata a tutti i costi. Teana ha successivamente conosciuto Subaru quando era in accademia, infatti venne messa in coppia con quest'ultima, coppia che si è mantenuta salda anche dopo essersi diplomate. Anche se aspira a diventare una grande Maga da Combattimento Terrestre, il suo sogno è di prendere padronanza nel volo e di diventare un giorno una Maga da Combattimento Aereo. Al momento questo le è difficile, infatti la sua preparazione è considerata al momento troppo bassa e potrebbe portarle grosse difficoltà a padroneggiare le magie di volo. Ciò nonostante Teana è in grado di usare le magie di illusione, che sono considerate una rarità. Maga di grado B, il suo ruolo nella Stars Squad è di coprire le spalle alla compagna.
Mentre il sito ufficiale la chiama "Teana", nell'anime in apertura la chiama "Tiana". Il suo nome è apparentemente ispirato dalla Nissan Teana.
Soldato Caro Ru Lushe (キャロ・ル・ルシエ?, Kyaro Ru Rushie)
Una bambina dai capelli rosa e con delle gemme nei suoi guanti (che potrebbero essere un riferimento alla serie Magic Knight Rayearth, come pure i Wolkenritter) che sono un nuovo tipo di device, un device di potenziamento (Boost Device) chiamato Kerykeion. Durante il lancio di incantesimi è solito apparire sotto a lei un cerchio magico di colore rosa chiaro, ma è altrettanto frequente vedere un quadrato magico proprio come succede a Lutecia. Il primo utilizzo del suo quadrato magico è nell'episodio 17 quando evoca il Re dei Draghi con l'ordine di distruggere i suoi nemici. Ciò nonostante Caro non sembra essere particolarmente brillante nelle magie di attacco, ma predilige magie di potenziamento e può lanciare incantesimi di evocazione unici. Il suo talento distintivo come evocatrice di draghi terrorizzò il clan Ru Lushe, che l'aveva cresciuta, portandolo alla decisione di bandirla dalle sue terre native. D'altra parte, inizialmente venne scartata anche dalla TSAB, poiché nonostante il suo grosso potenziale le sue capacità erano scarse. Fu l'intervento di Fate, che si occupò di lei da quel momento, a farla entrare nelle forze armate. Caro prova dei sentimenti nei confronti di Erio. Attualmente è una maga di grado C, ed è assegnata alla Lightning Squad come retroguardia.
Ci sono stati pettegolezzi sul suo nome, a causa delle convenzioni solite di nomenclatura degli altri personaggi che sono nativi dei mondi magici, si vocifera che il suo nome deriva da una alterazione del nome della Mazda Carol. Vi è inoltre un modello di moto che si chiama Caro.
Soldato Erio Mondial (エリオ・モンディアル?, Erio Mondīaru)
Un bambino sotto le cure di Fate, è l'avanguardia della Lightning Squad. Usa un device armato chiamato Strada, una lancia (affinità elettrica), simile alla spada di Signum (affinità termica). Usa il moderno Belka come stile magico, ma è capace di usare anche alcuni incantesimi di movimento dello stile Mid-Childa quali Sonic Move (lett. Movimento fulmineo). Erio è stato adottato da Lindy Harlaown quattro anni prima degli avvenimenti di StrikerS, perché legalmente Fate era ancora troppo giovane per farlo. È costantemente sotto osservazione in quanto frutto del "Project Fate", a cui i suoi genitori fecero ricorso clandestinamente per clonare il vero figlio, morto di malattia in tenera età. È innamorato di Caro.
Il cognome è ispirato alla Ferrari Mondial.
Friedrich (フリードリヒ?, Furīdorihi)
Il compagno draconico di Caro, allevato da quest'ultima fino dalla sua nascita. Risponde ai comandi di Caro e può ingrandirsi ad una taglia mastodontica. Friedrich, a differenza dei famigli, non parla e non ha forme alternative umane o forme kemonomimi.
Ginga Nakajima (ギンガ・ナカジマ?, Ginga Nakajima)
Sorella maggiore di Subaru, fa parte del 108º Battaglione insieme al padre il Maggiore Genya Nakajima. Quando combatte utilizza il suo device intelligente Blitz Caliber che ha le stesse caratteristiche del Mach Caliber di Subaru. Si è arruolata nella TSAB per investigare sulla morte di sua madre. A seguito dell'attentato compiuto dai Numbers alla sede centrale della TSAB viene catturata e riprogrammata da Scaglietti, diventando quindi uno dei suoi servitori, per poi essere liberata dalla sorella durante la battaglia finale.

#### Antagonisti
Jail Scaglietti (ジェイル・スカリエッティ?, Jeiru Sukarietti)
Un pericoloso criminale che Fate ha inseguito per anni, è specializzato nei Lost Logia, e i suoi interessi coprono la "manipolazione e il controllo biologico" delle forme di vita. Causa numerosi incidenti concerenti il recupero delle Reliquie (Relics) e l'utilizzo che voglia farne non è chiaro e usa le Jewel Seeds della prima serie per riuscirci. Fate si è accorta che Scaglietti prova piacere nel giocare con i suoi avversari, specialmente nel provocare lei e Nanoha. Potrebbe avere degli interessi sul Project Fate, visto che tiene sotto osservazione Fate ed Erio, e nel suo covo si trovano numerose ragazze simili ad Alicia che successivamente si riveleranno le sue personali agenti conosciute come The Numbers (lett. I Numeri). La sua assistente personale si chiama Uno (ウーノ?, Ūno), che contatta tramite gli schermi visivi.
Il suo nome è ispirato alla Ferrari 612 Scaglietti, che a sua volta porta questo nome ispirata al carrozziere italiano Carrozzeria Scaglietti.
Lutecia (ルーテシア?, Rūteshia)
Una bambina dai capelli viola con uno strano sigillo in fronte, lavora per Jail Scaglietti e per il suo misterioso superiore e cliente. È stata vista usare un quadrato magico simile a quello degli incantesimi di evocazione dello stile Mid-Childa di Caro, e usa dei guanti con dei gioielli come device similari a quelli usati da Caro. Il suo profilo sul sito ufficiale rende noto che le sue evocazioni sono basate sullo stile Belka, che la rende differente da Caro che usa invece lo stile Mid-Childa. Le sue evocazioni includono piccoli robot volanti, Insekt (インゼクト?, Inzekuto), e robot di taglia umana, Garyuu (ガリュー?, Garyū). Il device di potenziamento di Lutecia si chiama Asclepius, i cui colori distintivi sono il nero e il viola.
Il suo nome è ispirato alla Renault Lutecia, nome commerciale giapponese della Renault Clio.

#### Personaggi importanti
Vivio (ヴィヴィオ?, Vivio)
Dopo essere stata trovata da Caro ed Erio durante una giornata di ferie, fu presa sotto le cure di Nanoha e Fate. Il suo tratto distintivo più visibile è l'eterocromia. In seguito si rivelerà essere il frutto di un esperimento di clonazione condotto sui resti di Olivie Sägebrecht rinvenuti a bordo della "culla", un'avveniristica astronave della Prima Civiltà; ciò la rende anche l'unica persona in grado di far nuovamente funzionare il vascello (da qui il motivo che ha spinto Scaglietti a crearla). Il suo nome è ispirato alla Subaru Vivio.

## Colonna sonora
Sigla d'apertura
- Secret Ambition di Nana Mizuki
- Massive Wonders di Nana Mizuki

Sigla di chiusura
- Hoshizora no Spica (星空のSpica? "Spica del cielo stellato") di Yukari Tamura
- Beautiful Amulet di Yukari Tamura